# NGC 805
NGC 805 est une galaxie lenticulaire barrée située dans la constellation du Triangle. NGC 805 a été découverte par l'astronome prussien Heinrich Louis d'Arrest en 1864.

## Caractéristiques
Sa vitesse par rapport au fond diffus cosmologique est de 4 289 ± 36 km/s, ce qui correspond à une distance de Hubble de 63,3 ± 4,5 Mpc (∼206 millions d'al).